# Onzichtbaarheid

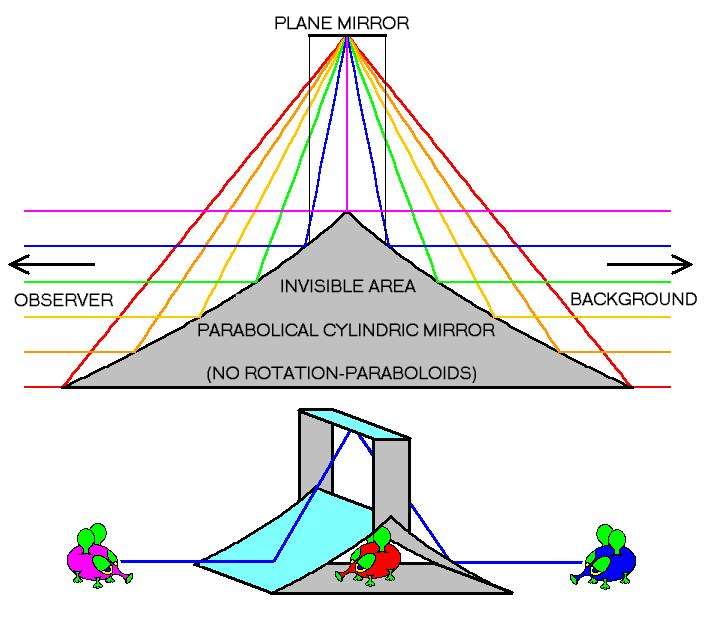
Een voorbeeld van hoe een voorwerp door het gebruik van spiegels onzichtbaar kan lijken

Onzichtbaarheid is een toestand waarin een voorwerp niet gezien kan worden. De term wordt vooral gebruikt in fictie en sciencefictionwerken, waarin een voorwerp of persoon zich wel binnen het blikveld bevindt, maar desondanks niet te zien is. De effecten van onzichtbaarheid kunnen echter ook in werkelijkheid worden bereikt, vooral in de natuurkunde.

## Theorie
Voorwerpen worden gezien door middel van licht in het zichtbare spectrum dat op het voorwerp valt. Dit licht wordt dan deels geabsorbeerd en deels teruggekaatst, waarna men via het teruggekaatste licht het voorwerp ziet. De meest natuurlijke vorm van onzichtbaarheid vindt plaats als een voorwerp geen licht terugkaatst of absorbeert, maar licht gewoon doorlaat. Dit wordt ook wel transparantie genoemd. Transparantie komt bij een aantal natuurlijke voorwerpen voor, maar geen enkel voorwerp is 100% transparant. 
Zichtbaarheid hangt ook af van het oog van de kijker en/of de instrumenten die worden gebruikt. Daarom kan een voorwerp voor bepaalde mensen of dieren 'onzichtbaar' zijn.

## Onzichtbaarheid door de omgeving
Een voorwerp kan worden geclassificeerd als “onzichtbaar” als het door een oorzaak uit de directe omgeving van dat voorwerp niet waarneembaar is met gewoon zicht. Een voorwerp dat normaal wel zichtbaar is kan worden geclassificeerd als onzichtbaar wanneer:
- het voorwerp ergens achter staat.
- het voorwerp dezelfde kleur heeft als de achtergrond (camouflage).
- het voorwerp in een omgeving staat die te donker of te licht is.
- het voorwerp in de blinde vlek van de kijker staat.

## Onzichtbaarheid in de natuurkunde
Volgens de natuurkunde kan een voorwerp onzichtbaar worden als:
- het zo massief is dat de ontsnappingssnelheid van het voorwerp groter is dan de lichtsnelheid (zulke voorwerpen worden zwarte gaten genoemd).
- het voorwerp transparant is (zoals lucht en veel andere gassen).
- het voorwerp licht uitzendt of terugkaatst met een golflengte van buiten het zichtbare spectrum (zoals straling).
- het voorwerp dezelfde brekingsindex heeft als zijn omgeving.

Met behulp van metamaterialen zou in theorie een willekeurig voorwerp onzichtbaar gemaakt kunnen worden.

## Onzichtbaarheid door technologie
Met behulp van technologie kunnen objecten onzichtbaar worden gemaakt:
- Met behulp van een real-timeafbeelding geprojecteerd op een draagbaar display kan een doorkijkeffect worden bereikt. Dit wordt ook wel actieve camouflage genoemd.
- Stealth wordt vaak omschreven als “onzichtbaar op een radar”.
- In de filmindustrie worden mensen, voorwerpen of achtergronden soms voor de camera onzichtbaar gemaakt, bijvoorbeeld met chromakey.

## Onzichtbaarheid in fictie

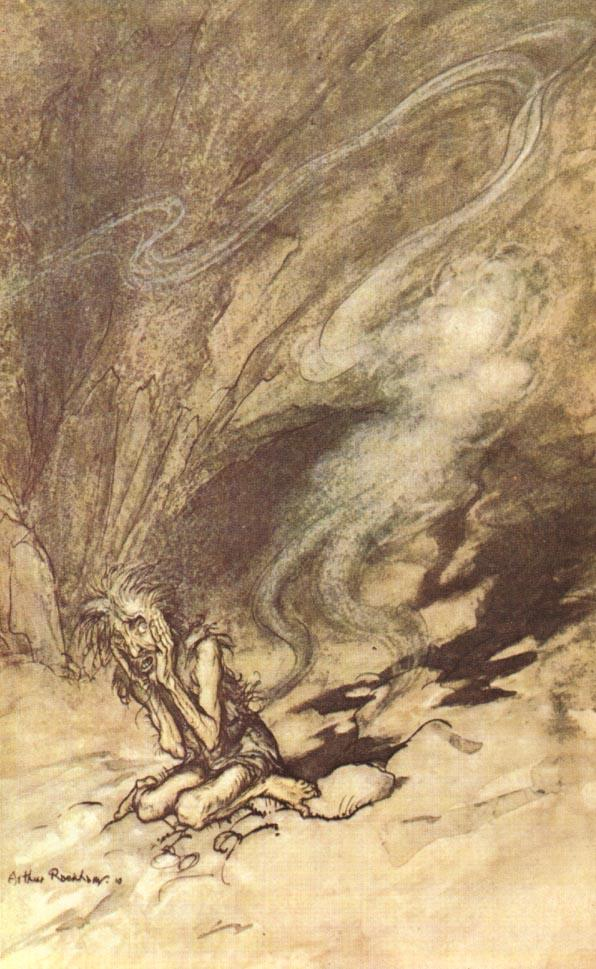
Alberich zet de Tarnhelm op en verdwijnt. Illustratie door Arthur Rackham voor Richard Wagners Das Rheingold

Onzichtbaarheid speelt een rol in veel verhalen, vooral in het sciencefiction- en fantasygenre. In deze verhalen worden mensen of voorwerpen vaak onzichtbaar gemaakt door middel van een magisch of futuristisch hulpmiddel. Een voorbeeld hiervan is het boek The invisible man (De onzichtbare man) van H.G. Wells, waarin een man een formule uitvindt die zijn brekingsindex verandert zodat hij onzichtbaar wordt. In fantasyverhalen wordt de onzichtbaarheid meestal vrijwillig geactiveerd en gedeactiveerd met een spreuk of hulpmiddel. Een voorbeeld hiervan is de onzichtbaarheidsmantel uit de Harry Potter-verhalen. In sciencefiction is onzichtbaarheid vaak lastig te bereiken en in veel gevallen niet meer terug te draaien.  
In sprookjes en mythologieën komen voorwerpen voor waarmee onzichtbaarheid kan worden bereikt, ook in de sprookjes De koning van de gouden berg en De raaf beschreven door de gebroeders Grimm in hun Kinder- und Hausmärchen. Al in de Griekse mythologie kwamen dit soort voorwerpen voor (de helm van Hades, enkele versies van verhalen over Perseus die - met de helm van Athena - Medusa verslaat). In de Noordse (huliðshjálmr van de Noorse dwergen en Fafnirs helm) en Welshe mythologie (Caswallawn) komt een onzichtbaarheidsmantel voor. Zie ook Aegis. 
Meestal worden personages in deze verhalen geheel onzichtbaar, inclusief al hun kleren. In het boek van Wells blijven de kleren zichtbaar, zodat de man naakt moet zijn om echt onzichtbaar te zijn. Ook in het kinderboek Invisible (De magische cirkel) van Robert Swindells blijven de kleren zichtbaar. 
In De ongeloofelijke avonturen van Bram Vingerling door Leonard Roggeveen wordt alles onzichtbaar wat zich binnen enkele centimeters van de onzichtbaar makende stof bevindt, zodat de hoofdrolspeler (die de fles heeft leeggedronken) geheel onzichtbaar is, inclusief zijn kleren en alles wat hij vasthoudt.
Verder komt het voor dat iemand niet voor iedereen onzichtbaar is. De drager van de Ene Ring uit In de Ban van de Ring wordt onzichtbaar, maar hij is juist beter zichtbaar voor de Nazgûl en ook voor Tom Bombadil blijft hij zichtbaar. De kinderen uit Invisible zijn alleen onzichtbaar voor de buitenwereld, niet voor elkaar.
Ten slotte komt het voor dat iemand onzichtbaar is, maar wel een zichtbare schaduw heeft, zodat hij opvalt als hij in de zon loopt. De onzichtbare man van Wells laat zichtbare voetstappen achter in het zand.

## Gezichtsvermogen van een onzichtbaar persoon
Volgens de wetten van fysica zou een persoon die geheel onzichtbaar is, op wat voor manier dan ook, blind zijn. Dit doordat licht geabsorbeerd moet kunnen worden door het netvlies alvorens iemand kan zien. Bovendien moet het licht door de ooglens gebroken worden. Als een onzichtbaar persoon wil kunnen zien, zullen ten minste zijn netvliezen en ooglenzen zichtbaar moeten blijven. Een mogelijke oplossing zou zijn als de onzichtbaarheid wordt verkregen door enkel zichtbaar licht door te laten, maar bijvoorbeeld infraroodlicht wel te absorberen. In dat geval kan de onzichtbaar gemaakte persoon nog steeds zien mits zijn netvlies infraroodgevoelig is.
In fictie wordt dit feit vaak genegeerd, of is het niet van toepassing daar de onzichtbaarheid bereikt wordt door iets bovennatuurlijks. Een voorbeeld waarbij hier wel rekening mee wordt gehouden is terug te vinden in de Thrawn Trilogy van de Star Wars-boeken. Hierin komen schepen voor die geheel onzichtbaar kunnen worden, maar terwijl ze onzichtbaar zijn kunnen de personages aan boord van het schip niet zien wat er buiten het schip gaande is.